# Schönborner Hof (Aschaffenburg)

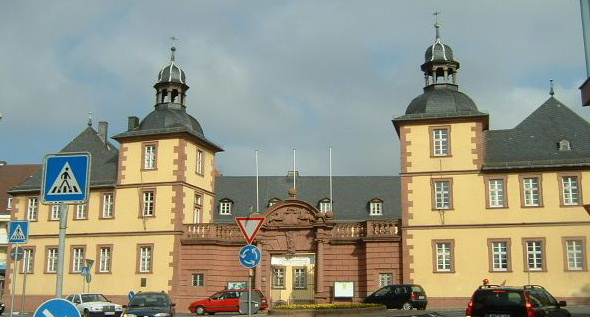
Schönborner Hof (Außenansicht)

Der Schönborner Hof in Aschaffenburg, ein barockes Gebäudeensemble des 17. Jahrhunderts, beherbergt heute das Naturwissenschaftliche Museum Aschaffenburg mit ständigen Ausstellungen und umfangreichen Sammlung von Insekten, sowie einer repräsentativen Darstellung der Mineralogie und Geologie des Spessarts und das Stadt- und Stiftsarchiv Aschaffenburg, das das Kommunal- und Stadtarchiv und das Archiv des Kollegiatstiftes St. Peter und Alexander als Depositum sowie die Landeskundliche Bibliothek für Spessart und Untermain umfasst.

## Lage
Der Schönborner Hof befindet sich an zentraler Stelle der Stadt am oberen Ende der Straße Im Löhergraben nahe der Haltestelle Freihofsplatz in der Wermbachstraße 15 (Staatsstraße 2309).

## Geschichte
Der 30 Meter lange und sechs Meter breite Bau, ein Stadtpalais, war einer der Wohnsitze der Familie Schönborn von 1676 bis 1832. Gebaut wurde es von 1673 bis 1681 nach den Entwürfen des Mainzer Kapuzinerpaters Matthias von Saarburg. Der Hof war als Stadtschloss für den Mainzer Obersthofmarschall und Vizedom Melchior Freiherr von Schönborn und dessen Ehefrau Sophia Maria Anna, Tochter des Johann Christian von Boyneburg, konzipiert.

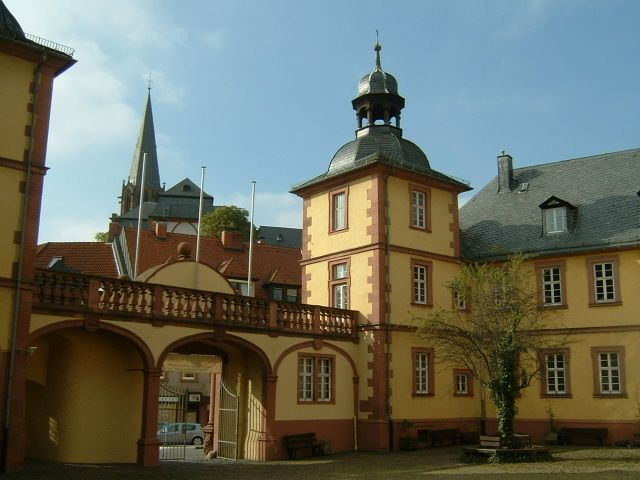
Schönborner Hof (Innenhof)

Die Stadt Aschaffenburg kaufte 1832 den Schönborner Hof für 22.000 Gulden. Zunächst war es Gerichts- und Verwaltungsgebäude des Appellationsgericht für den Untermainkreis. Als dieses nach Würzburg kam, zogen für mehr als 30 Jahre von 1875 bis 1906 Schülerinnen der Königlichen Weiblichen Bildungsanstalt zusammen mit einem Lehrerinnenseminar ein. Im weiteren Verlauf hatten noch mehrere Einrichtungen ihren Sitz im Schönborner Hof:
- 1913 bis 1926 die Städtische Sparkasse
- 1915 bis 1918 Lazarett und Milchküche
- 1929 bis 1951 Stadtpost und Volksschule.

Während des Zweiten Weltkrieges wurde die Barockanlage schwer zerstört. Nach dem Wiederaufbau beherbergte der Hof jahrelang die Kaufmännische Berufsschule. Im Schuljahr 1967/68 waren im Gebäude die 8. und 9. Klassen der im Jahr 1965 gegründeten Staatlichen Realschule Aschaffenburg und später Teile des Friedrich-Dessauer-Gymnasiums Aschaffenburg untergebracht, bevor dieses 1968 auf Leiderer Gemarkung übersiedelte. Seit 1970 befindet sich hier das Naturwissenschaftliche Museum, 1982 zog auch das Stadt- und Stiftsarchiv in das Stadtpalais um.
Im November 2022 wurde die linke Säule des Eingangsportals durch den Aufprall eines von der Fahrbahn abgekommenen Kraftfahrzeugs schwer beschädigt und anschließend handwerklich rekonstruiert.

## Beschreibung

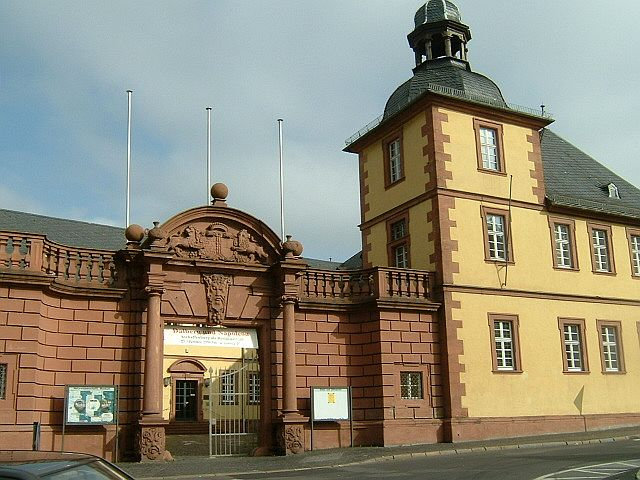
Schönborner Hof (Portal)

Das barocke Adelspalais besteht aus drei zweigeschossigen, auf den Stirnseiten abgewalmten Flügeln, die einen zur Wermbachstraße hin gelegenen Innenhof umschließen. Hier sind an die Seitenflügel zwei mit einer Kuppel (Haube und Laterne) versehene dreigeschossige Türme angeschlossen, die durch ein mit zwei ionischen, maskengeschmückten Säulen, die einen Segmentgiebel mit dem von zwei Löwen gehaltenen Ehewappen Schönborn-Boineburg tragen, ausgestattetes Hauptportal sowie seitlich davon eine mit Balustraden geschmückte Hofmauer verbunden sind. Die Fenster der Gebäude haben profilierte Rahmen mit Ohren. Erd- und Obergeschosse werden durch Gurtgesimse getrennt.
Im Hof links befindet sich der Eingang zum Naturwissenschaftlichen Museum, rechts der Eingang zum Stadt- und Stiftsarchiv. Das Erdgeschoss wird für ständige Ausstellungen genutzt, sei es von Dokumentationen stadtgeschichtlicher und regionaler Art, bis zu Vernissagen ortsansässiger Künstler. Im ersten Stock befinden sich Verwaltungsräume, die Landeskundliche Bibliothek mit über 60.000 Bänden, ein Leseraum, das Stadt- und Stiftsarchiv, eine Foto- und Grafiksammlung, sowie das Pressearchiv und die Geschäftsstelle des Geschichts- und Kunstvereins Aschaffenburg. Im Sekretariat werden Publikationen des Hauses angeboten. Im Gebäude befand sich bis 2021 der von den Vertriebenenverbänden eingerichtete Graslitzer Gedenk- und Informationsraum.

## Schönbornsche Hauskapelle
Im Erdgeschoss des rechten Turmes befindet sich eine kleine, etwa 12 m² große ehemalige Hauskapelle der Familie Schönborn. Das Eingangsportal ist aus Sandstein mit zwei flankierenden Säulen, darüber ein großes halbkreisförmiges Fenster als Lichtquelle. Das einfache Tonnengewölbe ist in fünf Medaillons gegliedert, in der Mitte der Heilige Geist, in den Ecken die vier Evangelisten (als Brustbild). Auf der linken Seite ein Barockstuckrahmen.
Der Barockaltar aus Holz von 1681 ist weiß gefasst, zwei Pilaster tragen einen Rundbogen. Dahinter ist ein Fenster mit leicht eingefärbter Bleiverglasung. Vor den Pilastern befindet sich je ein Engel mit den Leidenswerkzeugen. In der Mitte ist eine Pietà (Vespergruppe) mit zwei weinenden Putten. Vor dem Altartisch (Mensa) befindet sich ein Antependium aus bestickter Seide, auf dem Altar vier vergoldete Leuchter und ein Kruzifix. An der linken Wand in dem Stuckrahmen befand sich bis nach 1945 ein großes Ölbild, 1,90 m lang und 1,00 m breit, das die nächtliche Rettung eines Ertrinkenden aus dem Main zeigt. Im Hintergrund des Bildes ist schemenhaft die Kulisse der Stadt Aschaffenburg zu erkennen. Das Votivbild befindet sich heute bei den Museen der Stadt Aschaffenburg. Seit dem 18. Mai 2018 ist eine Reproduktion des Bildes, das aus der Mitte des 18. Jahrhunderts stammt, in der Kapelle zu sehen.

## Storchennest

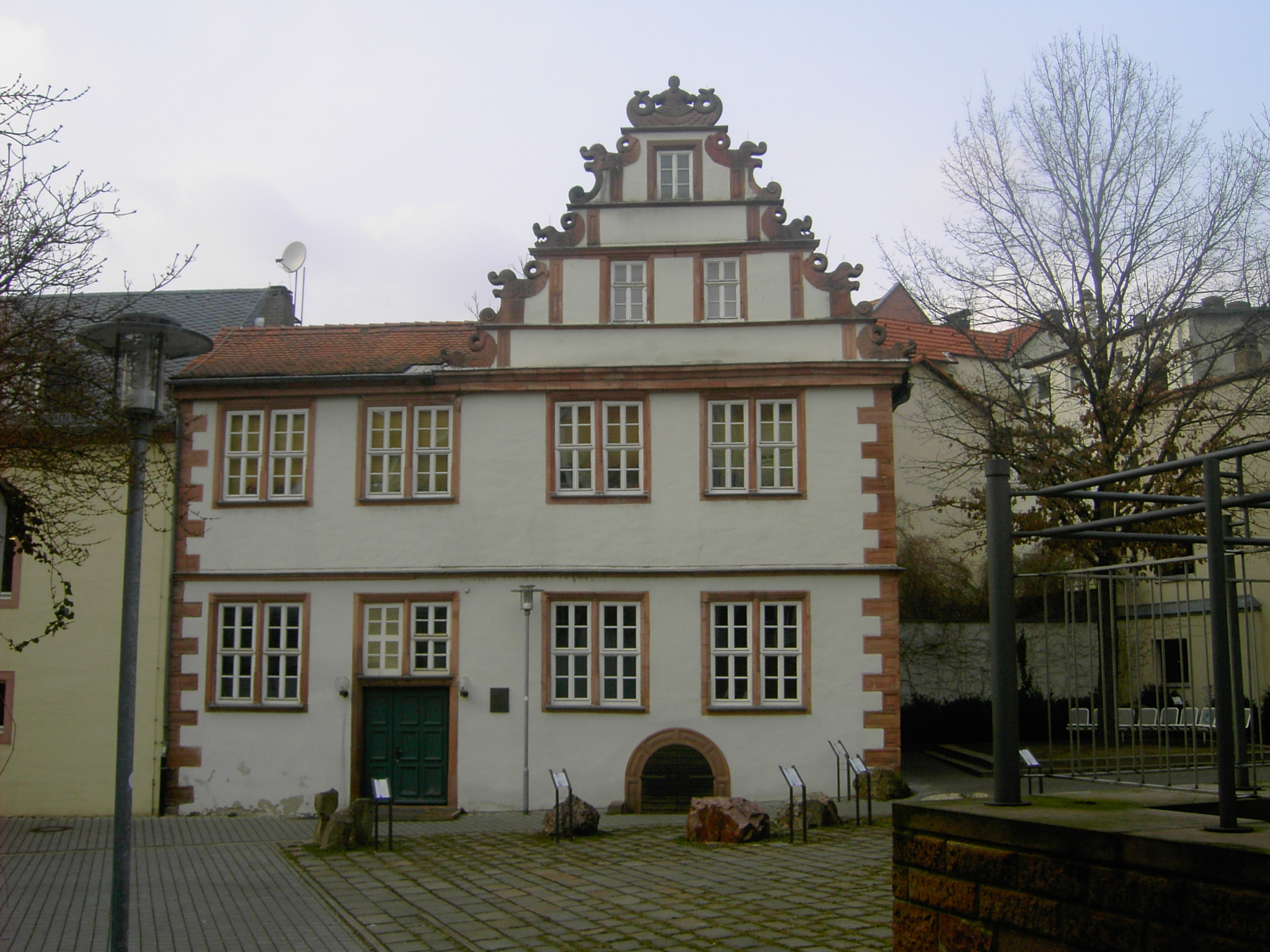
Das Storchennest, Teil des Hofes

Älter ist das später in die Anlage integrierte Haus „Zum Storchennest“, das um 1600 erbaut wurde. 1699 verkaufte der hochfürstlich würzburgische Hof- und Konsistorialrat Philipp Christoph Reibold an Sophia Freifrau von Schönborn seine „eigentümliche, hintere Behausung, […] Storcks Nest genannt […] an der Erbensgasse“. Das Storchennest ist ein zweigeschossiger Steinbau, der Giebel ist mit Delphinleibern geschmückt. Den Giebelabschluss ziert eine männliche Halbfigur. Im 19. Jahrhundert wurde das Gebäude als Waisenhaus für Mädchen und Kleinkinderbewahranstalt genutzt. Zum Schönborner Hof wurde um 1840 ein neuer Verbindungsbau geschaffen. Im Untergeschoss befindet heute sich ein Veranstaltungsraum, der speziell für Vorträge, Lesungen und Kleinkunstevents genutzt wird. Hier tagen auch der Geschichts- und Kunstverein Aschaffenburg e. V. und der Arbeitskreis Personen- und Familienforschung. Im Hof an der Erbsengasse befindet sich eine mineralogische Ausstellung typischer Gesteinsformationen.

## Ausstellungen
- Gesamtübersicht der Ausstellungen im Stadt- und Stiftsarchiv (seit 1984).[7]